# 古賀正紘

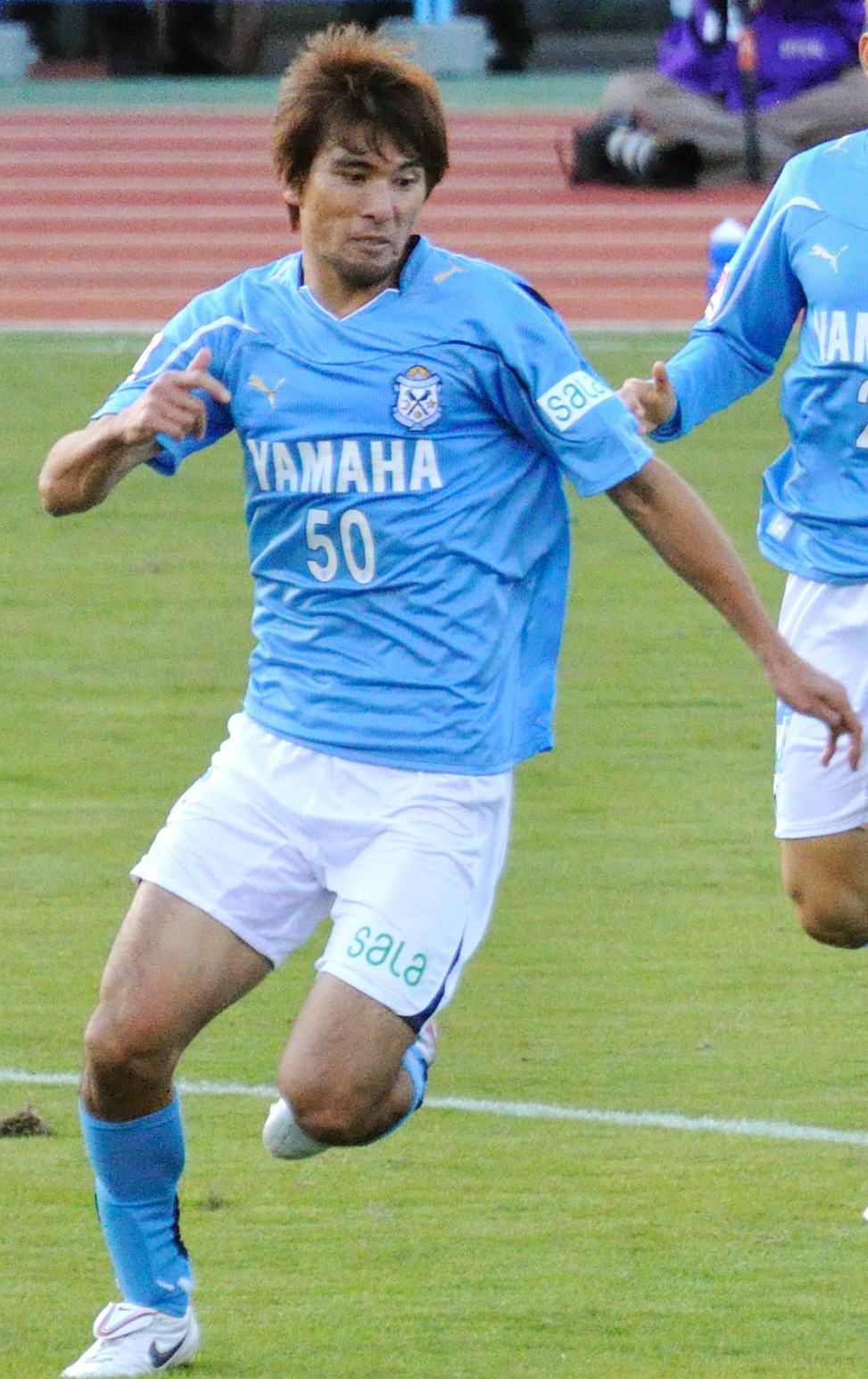
古賀正紘

古賀 正紘（こが まさひろ、1978年9月8日 - ）は、福岡県大川市出身の元サッカー選手、サッカー指導者。ポジションはディフェンダー（センターバック）。元サッカー選手の古賀誠史は実弟。
高校時代、東福岡高校で第74回全国高校サッカー選手権ベスト4メンバー。1996年全日本ユース準優勝メンバー。

## 来歴
私立東福岡高等学校出身。高校1年まではフォワードだったが、その後対人プレーに強いストッパーとして成長し、当時のJリーグ全クラブから誘いを受ける。1997年に激しい争奪戦の末、名古屋グランパスエイトと契約。加入直後から主力として活躍するも、毎回契約更改時に評価を巡ってクラブ側と揉めるなど、年数を重ねるにつれクラブとの関係が悪化した。
2006年シーズン終了後、J1に復帰した柏レイソルへ移籍。2007年、新天地でも開幕戦から先発メンバーに名を連ね、主力として活躍した。しかし、2009年途中に就任したネルシーニョ監督は古賀を重用せず、パク・ドンヒョクが加入して以降の2010年は、故障での長期欠場をきっかけに出場機会を失ってしまった。
出場機会を求めていたところ、ゴール前の空中戦に難を抱えていたジュビロ磐田のオファーを受けて8月に期限付き移籍。同年のナビスコカップ制覇などに貢献し、12月29日に同じく柏から期限付移籍していた菅沼実と共に完全移籍を発表。
2012年よりアビスパ福岡へ完全移籍。高校時代以来16年ぶりに地元へ帰還した。福岡移籍直後の2012年はスタメンとしてプレーするも、堤俊輔のコンバートや新戦力の加入などもあり出場機会が年々減少、2015年はクラブが昇格争いを繰り広げる中、夏場の長崎戦で負傷して以降は出場機会が無くなり、11月10日に今季限りでの現役引退を表明。クラブは自動昇格を逃すもJ1昇格プレーオフを制しJ1昇格。自身の引退の花道を飾った。現役引退後、名古屋グランパスエイトのスクールコーチとして就任した。
2022年シーズンより湘南ベルマーレのトップチームコーチに就任した。

## 人物
- サッカー選手じゃなかったら、「アビスパのサポーター」と答えるほどの地元・アビスパ福岡のファン。
  - 磐田から福岡に移籍する際も、磐田の契約延長のオファーとJ1昇格を果たした札幌のオファーを断り、J2に降格したばかりの福岡に移籍している。
- 2015年7月26日にホームで行われた長崎戦の0-0で迎えた終盤、長崎のカウンターを受けた際の競り合いで左足を負傷したが痛めた足を引きずりながらシュートコースを塞ぎにいきチームの危機を防いだ。この直後に交代し、その後は出場機会が無いまま引退したため、結果的にこれが現役最後のプレーとなってしまったものの、この執念のディフェンスは福岡のサポーターだけでなく選手も熱くさせた。

## 所属クラブ
- 1986年 - 1990年 大川スポーツ少年団 (大川市立大川小学校)
- 1991年 - 1993年 大川市立大川中学校
- 1994年 - 1996年 東福岡高校
- 1997年 - 2006年 名古屋グランパスエイト
- 2007年 - 2010年 柏レイソル
  - 2010年 ジュビロ磐田 (期限付き移籍)
- 2011年 ジュビロ磐田
- 2012年 - 2015年 アビスパ福岡

## 個人成績
| 国内大会個人成績 | 国内大会個人成績 | 国内大会個人成績 | 国内大会個人成績 | 国内大会個人成績 | 国内大会個人成績 | 国内大会個人成績 | 国内大会個人成績 | 国内大会個人成績 | 国内大会個人成績 | 国内大会個人成績 | 国内大会個人成績 |
| 年度             | クラブ           | 背番号           | リーグ           | リーグ戦         | リーグ戦         | リーグ杯         | リーグ杯         | オープン杯       | オープン杯       | 期間通算         | 期間通算         |
| 年度             | クラブ           | 背番号           | リーグ           | 出場             | 得点             | 出場             | 得点             | 出場             | 得点             | 出場             | 得点             |
| 日本             | 日本             | 日本             | 日本             | リーグ戦         | リーグ戦         | リーグ杯         | リーグ杯         | 天皇杯           | 天皇杯           | 期間通算         | 期間通算         |
| ---------------- | ---------------- | ---------------- | ---------------- | ---------------- | ---------------- | ---------------- | ---------------- | ---------------- | ---------------- | ---------------- | ---------------- |
| 1997             | 名古屋           | 14               | J                | 8                | 0                | 5                | 0                | 1                | 0                | 14               | 0                |
| 1998             | 名古屋           | 14               | J                | 21               | 0                | 0                | 0                | 0                | 0                | 21               | 0                |
| 1999             | 名古屋           | 14               | J1               | 26               | 2                | 4                | 0                | 5                | 0                | 35               | 2                |
| 2000             | 名古屋           | 14               | J1               | 25               | 2                | 4                | 0                | 1                | 0                | 30               | 2                |
| 2001             | 名古屋           | 5                | J1               | 18               | 0                | 3                | 0                | 0                | 0                | 21               | 0                |
| 2002             | 名古屋           | 5                | J1               | 28               | 1                | 6                | 0                | 3                | 0                | 37               | 1                |
| 2003             | 名古屋           | 5                | J1               | 28               | 2                | 4                | 0                | 2                | 0                | 34               | 2                |
| 2004             | 名古屋           | 5                | J1               | 24               | 1                | 7                | 0                | 2                | 1                | 33               | 2                |
| 2005             | 名古屋           | 5                | J1               | 27               | 5                | 6                | 0                | 1                | 0                | 34               | 5                |
| 2006             | 名古屋           | 5                | J1               | 26               | 2                | 5                | 0                | 0                | 0                | 31               | 2                |
| 2007             | 柏               | 5                | J1               | 29               | 2                | 2                | 1                | 1                | 0                | 32               | 3                |
| 2008             | 柏               | 5                | J1               | 29               | 1                | 5                | 1                | 5                | 1                | 39               | 3                |
| 2009             | 柏               | 5                | J1               | 20               | 2                | 4                | 0                | 0                | 0                | 24               | 2                |
| 2010             | 柏               | 5                | J2               | 0                | 0                | -                | -                | -                | -                | 0                | 0                |
| 2010             | 磐田             | 50               | J1               | 12               | 0                | 3                | 0                | 2                | 0                | 17               | 0                |
| 2011             | 磐田             | 50               | J1               | 7                | 0                | 2                | 0                | 1                | 0                | 10               | 0                |
| 2012             | 福岡             | 5                | J2               | 33               | 1                | -                | -                | 2                | 0                | 35               | 1                |
| 2013             | 福岡             | 5                | J2               | 22               | 0                | -                | -                | 0                | 0                | 22               | 0                |
| 2014             | 福岡             | 5                | J2               | 13               | 0                | -                | -                | 1                | 0                | 14               | 0                |
| 2015             | 福岡             | 5                | J2               | 6                | 0                | -                | -                | 0                | 0                | 6                | 0                |
| 通算             | 日本             | 日本             | J1               | 328              | 20               | 60               | 2                | 24               | 2                | 412              | 24               |
| 通算             | 日本             | 日本             | J2               | 74               | 1                | -                | -                | 3                | 0                | 77               | 1                |
| 総通算           | 総通算           | 総通算           | 総通算           | 402              | 21               | 60               | 2                | 27               | 2                | 489              | 25               |

その他の公式戦
- 2000年
  - XEROX SUPER CUP 1試合0得点

国際試合
- 2000/01 アジアカップウィナーズカップ 3試合0得点

## 代表歴
- 1995年 U-17日本代表
  - 1995 FIFA U-17世界選手権
- 1996年 - 1997年 U-20日本代表
  - AFCユース選手権1996
  - 1997 FIFAワールドユース選手権
- 1998年 - 1999年 U-23日本代表
  - アジア競技大会
  - シドニーオリンピック最終予選（1999年）
- 2001年 日本代表候補

## 指導歴
- 2016年 - 2021年 名古屋グランパスエイト
  - 2016年 U-13グランパスみよし コーチ
  - 2017年 U-14グランパスみよし コーチ
  - 2018年 U-15グランパスみよし コーチ
  - 2019年 U-14グランパスみよし コーチ
  - 2020年 U-14名古屋グランパス コーチ
  - 2021年 U-18名古屋グランパス コーチ
- 2022年 - 湘南ベルマーレ トップチーム コーチ